# Seinäjoki flygplats
Seinäjoki flygplats är en regional flygplats i Ilmola i Södra Österbotten.

## Destinationer
Ingen reguljär trafik.